# TypePad
TypePad（タイプパッド）は、シックス・アパートが開発したASP型ブログサービス。同社のMovable Typeを基にして開発がスタートした。現在は、SAY Mediaの100％子会社であるTypePad Inc.が提供している。
日本国内では国内総代理店となったシックス・アパートが2004年6月30日以降にTypePad Japanとして日本語版を提供していた。
またシックス・アパート社では、TypePadから独立したサービスとして、法人向けのASP型ブログサービスである「Lekumo（ルクモ）ビジネスブログ」と、大口顧客向けのホワイトレーベル（OEM）のブログサービスである「Lekumo ブログOEM」を開発、提供している（後述）。

## 機能
- 主な機能
  - コメント機能
  - トラックバック機能
  - 携帯電話などからの投稿機能
  - フォトアルバム機能
- デザインは、用意されたテンプレートから選択するか、上級者テンプレートと呼ばれる機能を使ってカスタマイズできる。
- ブログサイトにシックス・アパート社による広告は表示されない。

## 日本語向けサービス

### 個人向けサービス（TypePad Pro）
個人向けサービスのTypePad Pro日本語版は本家と同じく開発、運営が米国TypePad Inc.によってなされており、Twitter、Facebook、FriendFeed、Flickrといった海外のサービスと連携した機能を数多く備えているのが特徴であった。
2013年3月末、個人向け TypePad Pro の日本語対応およびシックス・アパートによる国内総代理店契約が終了となった。

### 法人向けサービス (旧TypePad ビジネス)
TypePadビジネスは法人向けブログサービス（ビジネスブログ）専用のサービスとして提供されていたが、2012年4月よりLekumoビジネスブログにリニューアルされた。
このサービスは元TypePad代理店のシックス・アパートにより提供されている。

### Lekumo ブログOEM（旧TypePad ASP）
Lekumo ブログOEM（旧TypePad ASP）は他者ブランドで展開されるブログサービスである。
OEMで提供されている/されていたサービスには例えば以下が存在する:
- ココログ (@nifty)
- ブログ人 (OCN)
- BOXERブログ（日立製作所）[6][7]
- BeBLOG（ビック東海）[8][7]
- ラフブロ（よしもとファンダンゴ）[9]
- eoblogのリニューアル後（ケイオプティコム）[10]
- オルタナティブ・ブログ (ITmedia)[11][5]